# Les Marionnettes maléfiques
Les Marionnettes maléfiques est le 14e épisode de la saison 5 de la série télévisée Angel.

## Synopsis
Une émission de télévision avec des marionnettes serait la cause de plusieurs hospitalisations d'enfants qui seraient tombés dans un profond coma, le visage figé par un large sourire. Chez Wolfram & Hart, Gunn s'inquiète de voir peu à peu s'effacer les connaissances juridiques qu'il s'est fait implanter alors que Nina Ash, la louve-garou, vient pour se faire enfermer durant la pleine lune et flirte avec Angel, et que Fred envoie à Wesley des signaux que celui-ci ne voit pas. D'ailleurs, ce dernier reproche à Angel de ne pas se rendre compte des sentiments de Nina à son égard, ainsi que son entêtement à se refuser de se donner une chance avec elle. Plus tard, Angel part enquêter dans les studios de l'émission télé et, après être entré dans une pièce où trône un œuf gigantesque, se fait transformer en… marionnette. Angel est très embarrassé par son nouvel état car son équipe, et surtout Spike, se moque gentiment de lui et qu'il ne peut voir Nina sous cette forme. Gunn et Lorne rendent visite au créateur de l'émission mais celui-ci s'avère être en fait contrôlé par les marionnettes de l'émission, qui s'apprêtent à frapper un grand coup en volant la force vitale de tous les enfants qui regarderont l'émission du lendemain.
Angel finit par se résoudre à rendre visite à Nina malgré sa forme de marionnette mais la jeune femme se transforme en loup-garou au milieu de leur conversation et manque de le réduire en charpie. Gunn va voir le Dr Sparrow en lui expliquant son problème et le docteur accepte de remettre ses implants à jour à condition que Gunn fasse débloquer pour lui un colis resté coincé à la douane, marché que Gunn accepte. Wesley et Fred découvrent finalement que les marionnettes de l'émission sont douées d'une vie propre et que l'œuf qu'a vu Angel avant de se transformer est à la source de tout, et Gunn, qui a retrouvé ses compétences, découvre comment : le créateur de l'émission avait fait un pacte démoniaque pour améliorer les audiences de l'émission. Angel et son équipe partent pour les studios où les marionnettes ont commencé leur émission et un combat éclate à l'issue duquel l'œuf est détruit, ce qui rend aux enfants dans le coma leur énergie vitale. Plus tard, Angel, qui doit regagner son apparence normale d'ici quelques jours, suit finalement les conseils de Wesley et donne un rendez-vous à Nina alors que Fred, impatiente de voir que Wesley est toujours inconscient de l'intérêt qu'elle lui porte, se décide à utiliser une manière plus directe et l'embrasse.

## Production
L'épisode se réfère ouvertement à l'émission éducative pour enfants 1, rue Sésame, les scénaristes en ayant fait une parodie maléfique. David Fury, l'un des scénaristes et producteurs de la série, joue le rôle de Gregor Framkin, le créateur de l'émission de marionnettes. Les acteurs ont eu beaucoup de mal à garder leur sérieux pendant tout le tournage, beaucoup de prises de chaque scène avec la marionnette d'Angel ont dû être réalisées en raison des fous rires occasionnés par celle-ci.

## Statut particulier de l'épisode
L'épisode fait partie des plus appréciés par les fans de la série, ayant terminé à la 2e place d'un sondage organisé par Angel Magazine sur les épisodes favoris des lecteurs. Paradoxalement, c'est à la suite de son tournage que The WB annonça à l'équipe que la série ne serait pas renouvelée l'année suivante.
Il a été nommé au prix Hugo 2005 dans la catégorie des meilleurs épisodes de séries télévisées. La rédaction d'Entertainment Weekly le classe à la 21e place des meilleurs épisodes des séries de Joss Whedon, le qualifiant de « brillant ». Carley Tauchert, du site Den of Geek, le classe à la première place des meilleurs épisodes de la série, mettant en avant la scène où Spike découvre l'état de marionnette d'Angel qui sont « les 90 secondes les plus amusantes de toutes les séries télévisées que j'ai pu voir ». Samuel Roberts, du magazine SciFiNow, le classe à la 4e place des meilleurs épisodes de la série, estimant que c'est l'épisode le plus drôle de toute la série. Brian Ford Sullivan, du site web The Futon Critic, le classe à la 21e place des meilleurs épisodes de séries télévisées de 2004, écrivant : « Ils ont fait d'Angel une marionnette. Une marionnette. Il n'y a pas besoin d'en dire plus ». Dans son guide des épisodes, la BBC estime que c'est « l'un des épisodes les plus inspirés et les plus comiques » de la série. Pour Noel Murray, du site The A.V. Club, c'est un épisode « tellement amusant et ingénieux que même quelqu'un qui ne connaît pas la série pourrait pleinement l'apprécier » s'il n'était pas si relié au reste de la saison. Le site Critically Touched lui donne la note de A-, affirmant qu'il s'agit sans doute de l'épisode le plus drôle de toute la série mais qu'au-delà ce ça, les scénaristes ont  « réussi à y caser un substantiel développement de la storyline » avec trois intrigues différentes qui contribuent à un « rythme élevé ». Nikki Stafford estime elle aussi que c'est l'épisode le plus drôle de toute la série et qu'il est en même temps une « parfaite métaphore de la saison » avec Angel comme marionnette de Wolfram & Hart. Pour Keith Topping, c'est un épisode « inventif, spirituel et délicieusement absurde » qui est l'un des meilleurs exemples du degré de créativité qu'a atteint la série.

## Distribution

### Acteurs et actrices crédités au générique
- David Boreanaz : Angel
- James Marsters : Spike
- J. August Richards : Charles Gunn
- Amy Acker : Winifred Burkle
- Andy Hallett : Lorne
- Alexis Denisof : Wesley Wyndam-Pryce

### Acteurs et actrices crédités en début d'épisode
- Mercedes McNab : Harmony Kendall
- Jonathan M. Woodward : Knox
- Jenny Mollen : Nina Ash
- Marc Vann : Dr Sparrow